# Elecciones presidenciales de Gambia de 1996
Las elecciones presidenciales se celebraron en Gambia el 29 de septiembre de 1996. Fueron las primeras elecciones después del golpe de Estado de 1994 liderado por Yahya Jammeh, y las primeras en las que se elegía al presidente antes de celebrarse las elecciones parlamentarias. Debido a eso, el país estaba regido por el Consejo de Gobierno Provisional de las Fuerzas Armadas. La participación electoral fue excepcionalmente alta, con un 88% del electorado registrado votando.

## Antecedentes
Desde la independencia, el país había sido gobernado por Dawda Jawara, que fue reelegido en 1992 con un gobierno destinado a terminar en 1997. Sin embargo, su último mandato se vio interrumpido en julio de 1994 por un golpe de Estado militar incruento liderado por el teniente Yahya Jammeh, quien suspendió al constitución y redactó una nueva. Durante un breve período, la mayoría de los partidos políticos fueron prohibidos, y toda actividad política severamente restringida. Aprobada mediante un controvertido referéndum la nueva constitución, la junta militar convocó a elecciones presidenciales para 1996, y elecciones parlamentarias para 1997.

## Sistema electoral
El Presidente de Gambia es elegido en la primera ronda por pluralidad de votos para un mandato de cinco años.
En lugar de utilizar papeletas, las elecciones en Gambia se llevan a cabo usando canicas, como consecuencia del alto índice de analfabetismo del país, siendo Gambia el único país que utiliza ese método. Cada votante recibe una canica y la coloca en un tubo en la parte superior de un sellado tambor que corresponde al candidato favorito de ese votante. Los tambores de diferentes candidatos están pintadas de diferentes colores correspondientes a la afiliación a un partido del candidato, y una foto del candidato se colocará en su correspondiente tambor. El sistema tiene las ventajas de bajo costo y simplicidad, tanto para la comprensión de cómo votar y para el recuento de los resultados. Se ha comprobado que el método tiene un porcentaje de error muy bajo para las votaciones mal ubicados.

## Resultados

### Nivel general
A pesar de afirmar inicialmente que no tenía intención de presentarse, Jammeh llegó a hacerlo poco antes de las elecciones. Yahya Jammeh salió victorioso con el 55,8% de los votos, ganando la mayor cantidad de votos en cada distrito, excepto Mansa Konko (donde el candidato de la UDP Ousainou Darboe fue el más votado). Las elecciones fueron criticadas como injustas debido a la represión gubernamental contra los periodistas y los líderes de la oposición en el momento.
|  | 55.77 % |

|  | 35.84 % |

|  | 5.52 % |

|  | 2.87 % |

|  | 99.99 % |

|  | 0.01 % |

|  | 100.00 % |

|  | 88.35 % |

### Resultado por Área Administrativa
|             | Jammeh (APRC) | Jammeh (APRC) | Darboe (UDP) | Darboe (UDP) | Bah (NRP) | Bah (NRP) | Jatta (PDOIS) | Jatta (PDOIS) | Válidos | Nulos | Participación | Participación | Participación |
| Votos       | %             | Votos         | %            | Votos        | %         | Votos     | %             |               | Válidos | Nulos | Participación | Participación | Participación |
| ----------- | ------------- | ------------- | ------------ | ------------ | --------- | --------- | ------------- | ------------- | ------- | ----- | ------------- | ------------- | ------------- |
| Banjul      | 9.140         | 61,84%        | 5.017        | 33,95%       | 238       | 1,61%     | 384           | 2,60%         | 14.779  | —     | 14.779        | 90,17%        | 16.390        |
| Basse       | 32.499        | 53,92%        | 18.738       | 31,09%       | 4.959     | 8,23%     | 4.074         | 6,76%         | 60.270  | —     | 60.270        | 85,73%        | 70.301        |
| Brikama     | 60.382        | 65,09%        | 27.351       | 29,49%       | 3.257     | 3,51%     | 1.745         | 1,88%         | 92.735  | 26    | 92.761        | 91,81%        | 101.036       |
| Janjanbureh | 36.671        | 54,24%        | 22.053       | 32,62%       | 7.088     | 10,48%    | 1.796         | 2,66%         | 67.608  | —     | 67.608        | 87,38%        | 77.369        |
| Kanifing    | 40.443        | 56,02%        | 28.318       | 39,23%       | 1.507     | 2,09%     | 1.923         | 2,66%         | 72.191  | —     | 72.191        | 86,11%        | 83.839        |
| Kerewan     | 31.846        | 53,69%        | 23.257       | 39,21%       | 3.221     | 5,43%     | 985           | 1,66%         | 59.309  | 7     | 59.316        | 89,71%        | 66.119        |
| Mansakonko  | 9.030         | 32,70%        | 16.653       | 60,31%       | 1.489     | 5,49%     | 430           | 1,56%         | 27.602  | 10    | 27.612        | 87,69%        | 31.487        |
| Total       | 220.011       | 55,77%        | 141.387      | 35,84%       | 21.759    | 5,52%     | 11.337        | 2,87%         | 394.494 | 43    | 394.537       | 446.541       | 88,35%        |